# Вепрянка (приток Сожа)
Вепрянка — речка в Смоленской области, правый приток Сожа. Длина 18 километров. Площадь водосбора 120 км².
Начинается возле деревни Долгие Нивы Монастырщинского района Смоленской области. Общее направление течения на юго-восток. На берегах Вепрянки находятся деревни Долгие Нивы, Снеберка, Соловьёвка, Троицкое. В верхнем течении Вепрянка протекает через болота, использовавшиеся для торфоразработок и перерытые копанками, выведенными в реку.
В Вепрянку впадает несколько ручьёв, один из которых тоже носит название Вепрянка или в верхнем течении Перенка. Также в речку попадает вода из системы канав, осушающих большое болото, через которое она протекает.
В некоторых источниках Вепрянка носит название Вепренка, а также Светлая.